# Harro Koebke
Die Harro Koebke ist der große Seenotrettungskreuzer (SK) für die Ostsee und der einzige der 36,5-m-Klasse der Deutschen Gesellschaft zur Rettung Schiffbrüchiger (DGzRS), der auf der Seenotrettungsstation Sassnitz beheimatet ist. Seine Konzeption sieht vor, dass bei einem eventuellen Großschadensereignis auf See durch den Seenotkreuzer viele Schiffbrüchige unter Deck aufgenommen werden können. Die Besatzung besteht aus mindestens fünf fest angestellten Mitarbeitern (insgesamt stehen 11 Personen zur Verfügung), die jeweils 14 Tage an Bord in Bereitschaft stehen und danach abgelöst werden.

## Bau
Das Schiff, das aus seewasserbeständigem Aluminium gefertigt ist, wurde am 6. Dezember 2010 auf der Fassmer-Werft auf Kiel gelegt. Der Rollout fand am 12. März 2012 statt, am 13. März 2012 wurde das Schiff mit der DGzRS-internen Bezeichnung SK 32 erstmals zu Wasser gelassen. Am 30. März 2012 starteten die Tests in der Außenweser. Die Übergabe an die DGzRS fand am 27. April 2012 in Berne-Motzen statt. Wie alle nach dem Zweiten Weltkrieg gebauten Seenotkreuzer der DGzRS ist die Harro Koebke als Selbstaufrichter gebaut. 
Als Antrieb kam wieder die bewährte 3-Motoren-Anordnung zur Ausführung mit Großdieselaggregaten von MTU Friedrichshafen der Baureihe 4000. Ein starker 16-Zylinder-Motor in der Mitte (Typ 16V 4000 M71) mit 3.353 PS kann für schnelle Fahrt sorgen und zwei Seitenmaschinen mit acht Zylindern (Typ 8V 4000 M70) dienen der Feinnavigation beim Einsatz vor Ort. Die maximale Geschwindigkeit mit insgesamt 6.508 PS beträgt 25 Knoten, die für eine Reichweite von 900 Seemeilen (rd. 1.667 km) bzw. 36 Stunden gehalten werden kann. Für den schnellen Fahrtrichtungswechsel sind an allen Motoren Reintjes-Schiffswendegetriebe angeflanscht, die auf Festpropeller wirken. Die Seitenmaschinen haben 2-Gang-Getriebe mit Schleichfahrteinrichtung. An der Hauptmaschine sorgt ein Nebenabtrieb (PTO Power Take-off) für den Antrieb der Feuerlöschpumpe und des Bugstrahlruders.
Neben dem Hauptfahrstand auf der Brücke gibt es außerhalb links und rechts davon zwei Manövrierfahrstände. Alle fünf Besatzungsmitglieder haben für ihre Aufgaben eigene Plätze auf der Brücke, von wo aus alle technischen Anlagen überwacht werden. Auf den Monitoren können für die Retter eine elektronische Seekarte mit dem Radarbild und den Informationen des AIS dargestellt werden. Neben allen Betriebszuständen ist ein Zugriff auf die installierten Wärmebild- und Nachtsichtkameras möglich.

## Namensgebung
Der Seenotkreuzer wurde am 26. Mai 2012 in Sassnitz auf den Namen HARRO KOEBKE getauft. Damit wird ein 2003 verstorbener Unternehmer aus Süddeutschland gewürdigt, der die DGzRS mit einer namhaften Zuwendung in seinem Nachlass bedacht hatte.
Das Tochterboot erhielt den Namen NOTARIUS. Dieser stammt von einer der wichtigsten Personen der traditionellen Bremer Eiswette, die stets am 6. Januar prüft, ob die Weser fließt oder zugefroren ist.
Taufpaten waren Britta Sellering, die Gattin von Erwin Sellering, Ministerpräsident von Mecklenburg-Vorpommern, und Anne Mühlwald, die Tochter des Sassnitzer Vormanns.
Die Namensschilder der Boote sind wie üblich an den Seiten des Aufbaus angebracht. Am Rumpf vorne sind die Versalien SAR angebracht, die auf den Einsatzzweck als Rettungseinheit im SAR-Dienst hinweist. SAR steht weltweit als Abkürzung für Search and Rescue, der internationalen Aufgabe der Suche und Rettung in Luft- und Seenotfällen.

## Stationierung
Am 30. April 2012 wurde der Kreuzer nach Sassnitz überführt. Nach dem Probebetrieb hat er am 18. Mai 2012 den regulären Dienst auf der Station Sassnitz übernommen und dort die 1978 gebaute WILHELM KAISEN aus der 44-m-Klasse ersetzt.

## Besonderheiten
Eine Besonderheit dieses Kreuzers ist das Tochterboot mit der DGzRS-internen Bezeichnung TB 35. Es ist ein völlig neu entwickeltes und sehr schnelles Festrumpfschlauchboot mit geschlossenem Deckshaus, das vor der Küste Schottlands sowie auf der DGzRS-Station Sassnitz ausgiebig erprobt wurde. Vorangegangen waren intensive Praxistests mit einem ähnlichen Fahrzeug bei der niederländischen Schwesterorganisation KNRM, die den Bootstyp ausschließlich einsetzt. Erstmals bei einem Tochterboot entschied sich die DGzRS für einen Jetantrieb, der bei der KNRM der Standardantrieb ist. Zwei Motoren von zusammen 376 kW sorgen für 32 Knoten Fahrt. Der Bootstyp hat sich so bewährt, dass ein gleiches Boot auch für die Hermann Marwede beschafft wurde. 
Wie letztere hat auch die Harro Koebke im Heck über dem Tochterboot ein Hubschrauberarbeitsdeck, um Personen leichter abzusetzen bzw. aufzuwinschen. Der ferngelenkte Löschmonitor oberhalb der Kommandobrücke besitzt eine Wurfweite von 110 Metern. Die Schleppausrüstung ist für einen Pfahlzug von 15 Tonnen ausgelegt.

## Fotos
Die folgenden Fotos zeigen auch die Veränderung der Farbgebung seit der Fertigstellung.

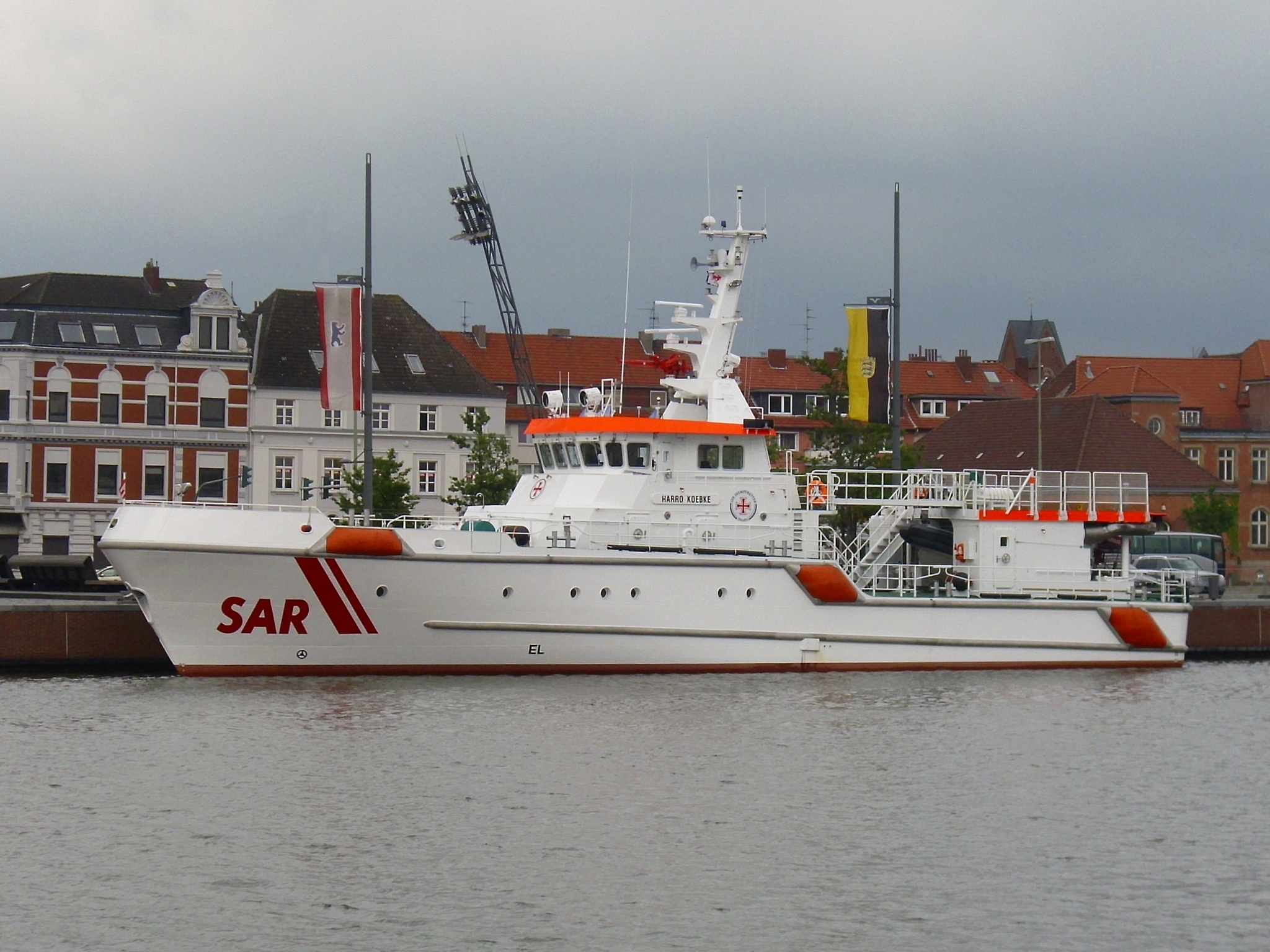
Juni 2012
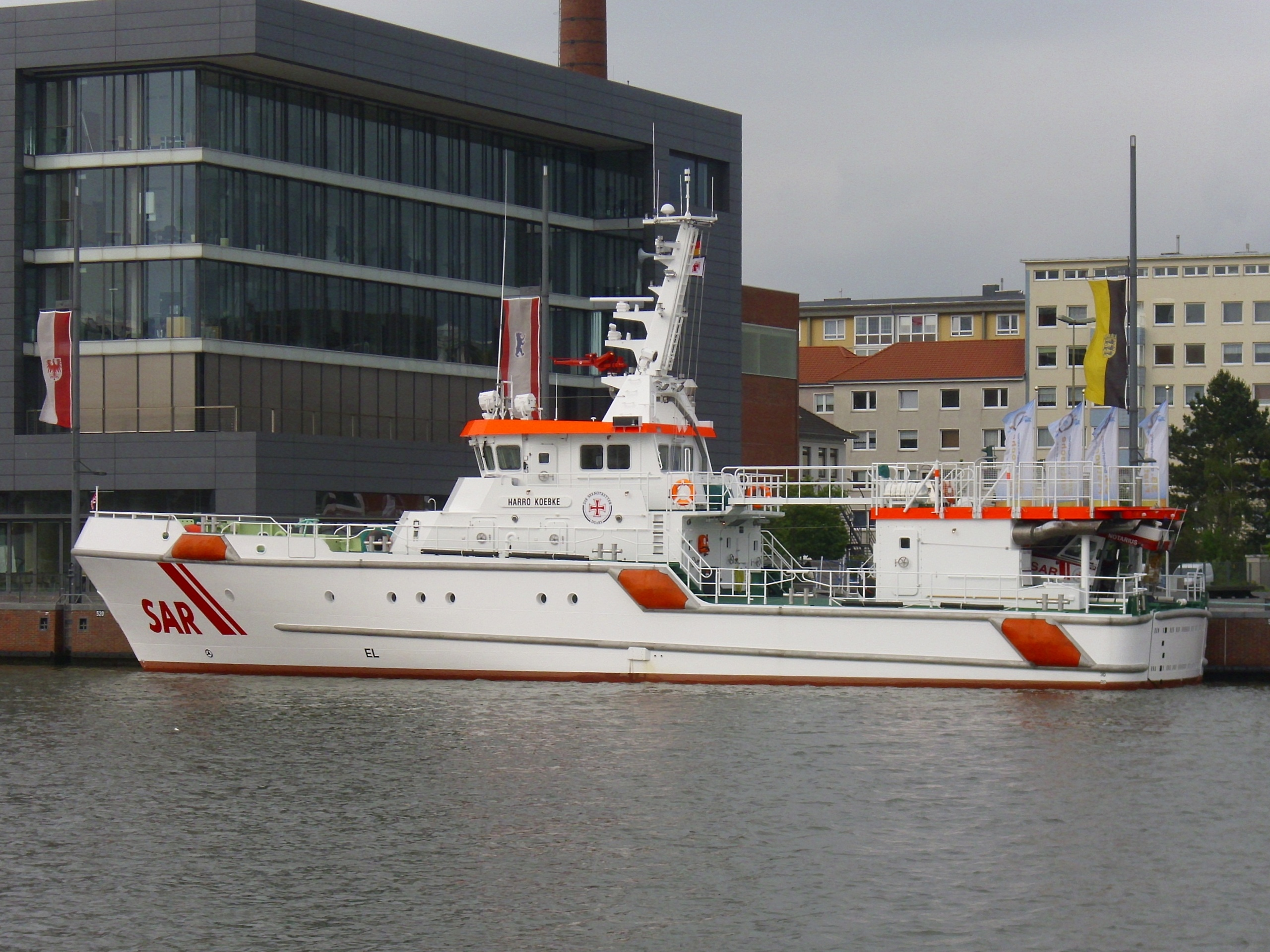
Juni 2012
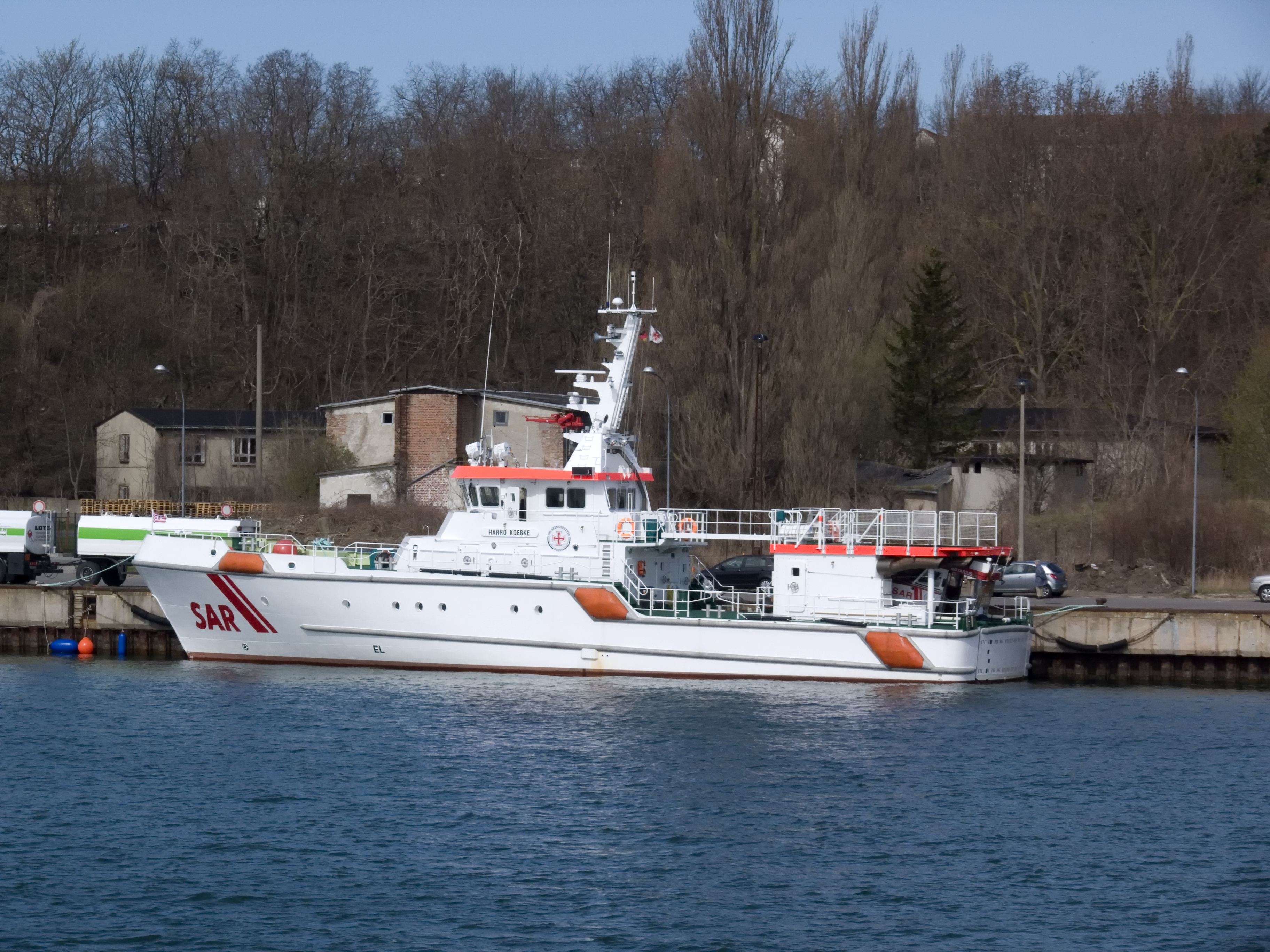
Mai 2013
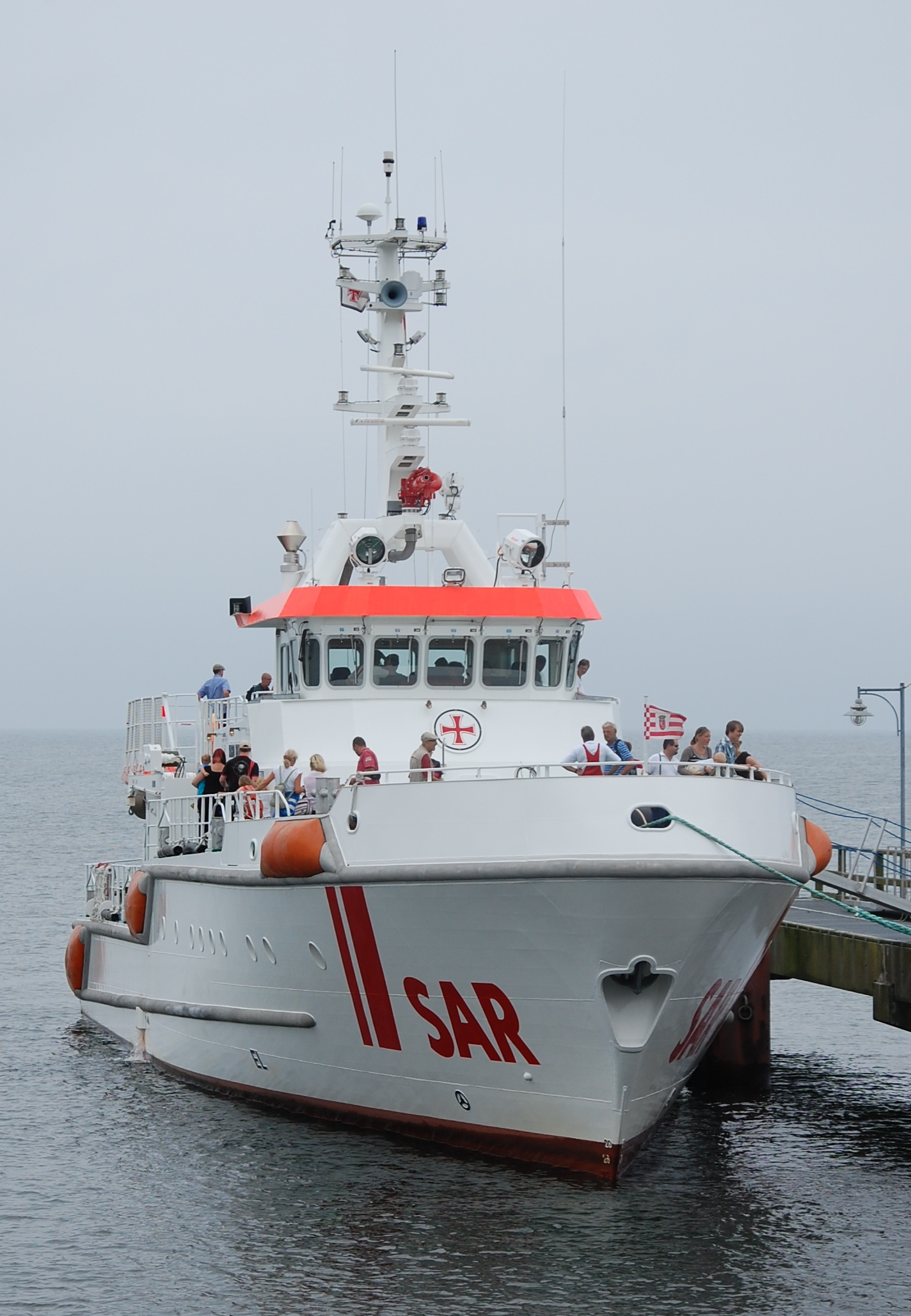
August 2013
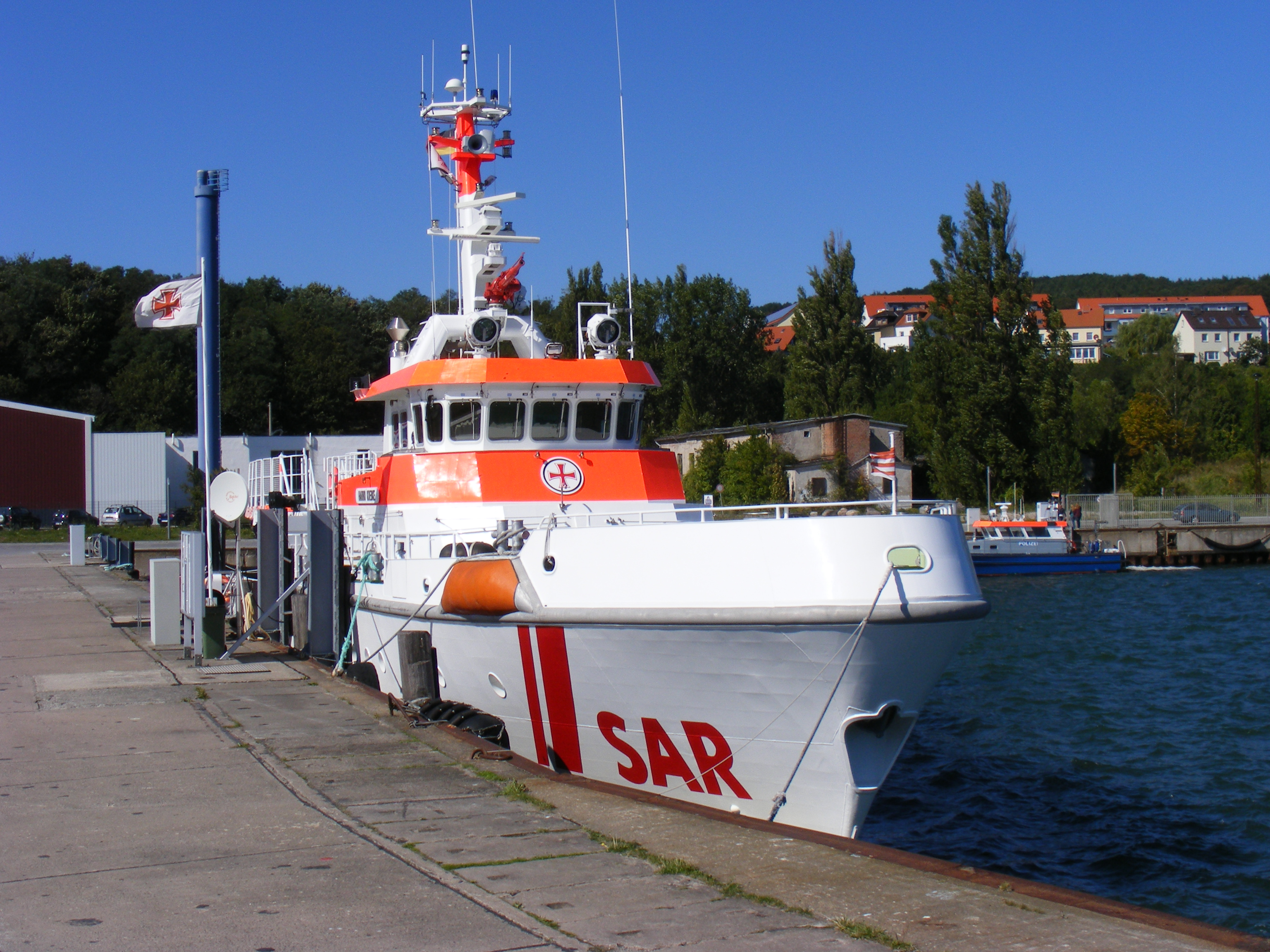
September 2014
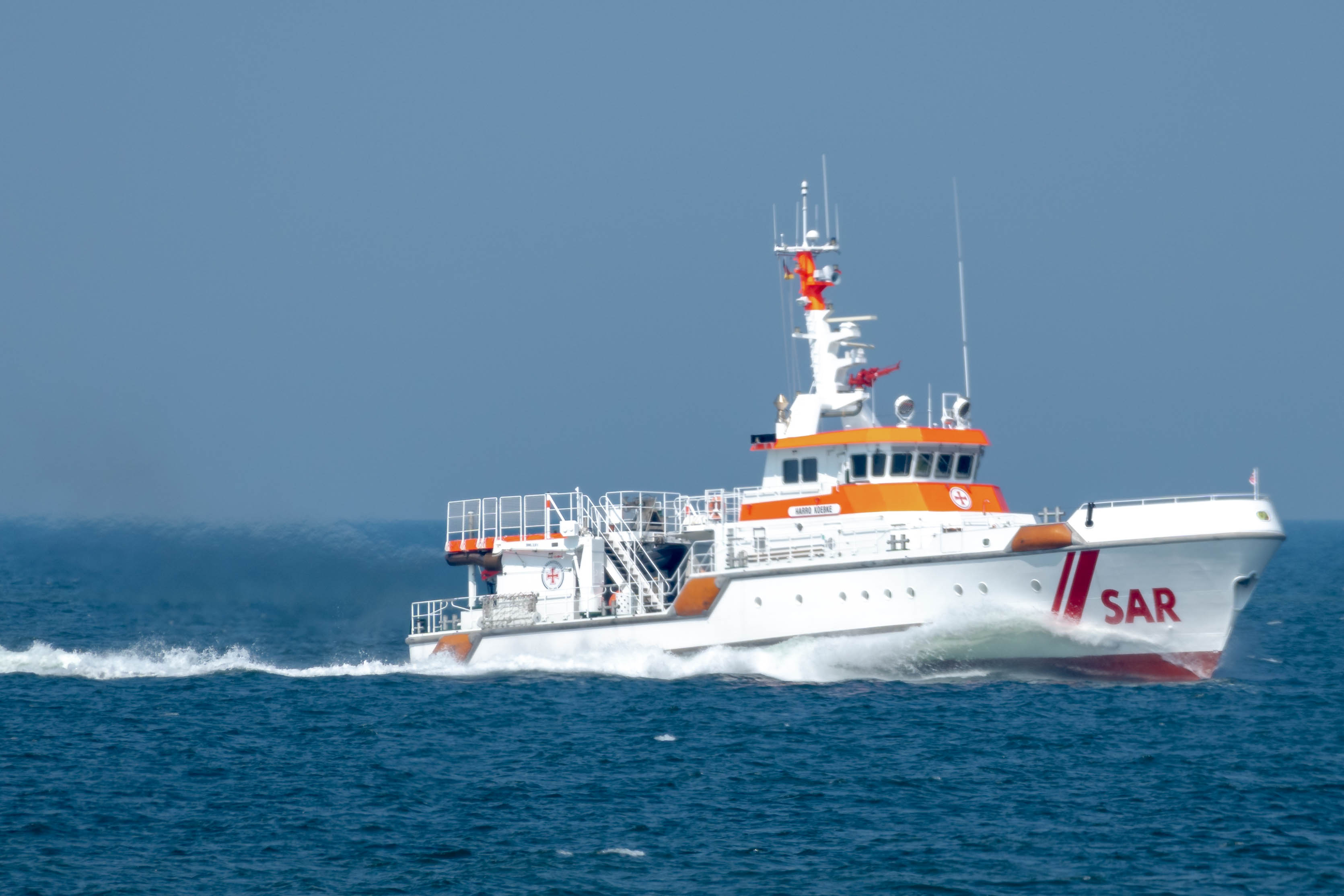
Juli 2021